# Ablakrács

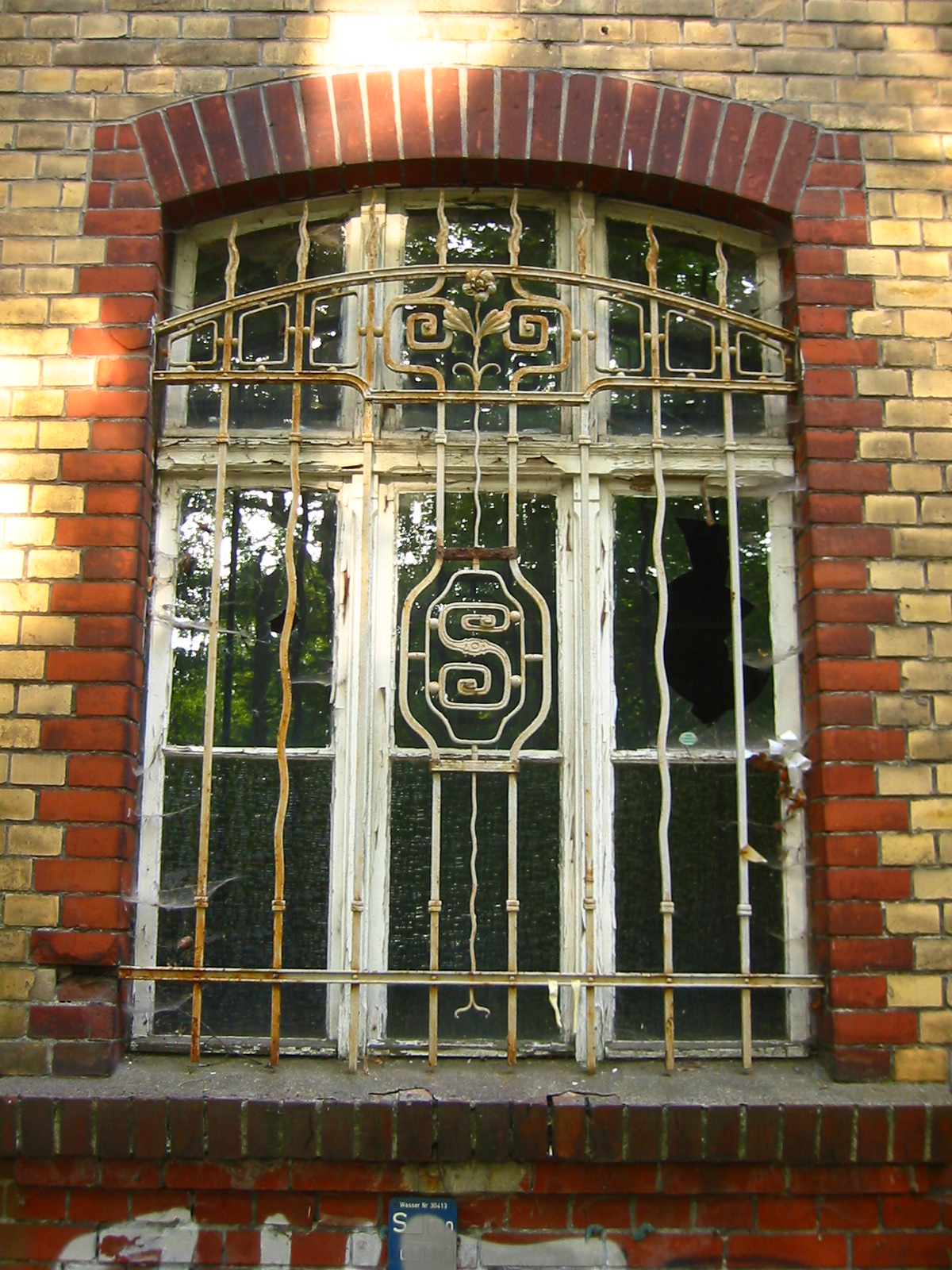
Művészi kivitelű ablakrács Berlinben

Az ablakrács olyan ablakra vagy ablaknyílásra erősített rács, amely az erőszakos behatolástól véd. Általában lakóépületekre szerelik, ritkábban gazdasági épületekre is kerül. Ablakrács védi közgyűjtemények ablakait is (pl. Szépművészeti Múzeum).
A 19. századi Magyarországon általában egyszerű kovácsoltvas kereszt, a század második felében a rácsozat egyre sűrűbb lett. Székelyföldön díszesen faragott farács került az ablakba, ennek feladat elsősorban az volt, hogy a baromfiakat távol tartsa a lakástól.
Az ablakrácsok mintázata és kivitelezése koronként és területenként eltérő lehet. Nagy középületek ablakrácsait többnyire tervező mérnökök alkotják meg.